# Fatal Attraction
Fatal Attraction var en svensk rockgrupp som bildades i början av 1990-talet. De släppte två album och en singel. Gruppen splittrades 2004.

## Medlemmar
Senaste medlemmar
- Thomas Nilsson – sång, gitarr
- Anders Fältsjö – sång
- Magnus Petersson – basgitarr, sång
- Patrik Eriksson – keyboard, sång
- Mattias Sjögren – trummor

Tidigare medlemmar
- Per Sandlund – trummor

## Diskografi
Studioalbum
- 1996 – End of Regulation Time
- 2003 – Simplicity Rules

EP
- 2001 – Unknown World

Samlingsalbum (div. artister)
- 2004 – Melodic Rock Is Back Vol. 5